# 8339 Kosovichia
8339 Kosovichia eller 1985 RM6 är en asteroid i huvudbältet som upptäcktes den 15 september 1985 av den rysk-sovjetiske astronomen Nikolaj Tjernych vid Krims astrofysiska observatorium på Krim. Den har fått sitt namn efter makarna Aleksandr Kosovitjev och Tatiana Kosovitjeva.
Asteroiden har en diameter på ungefär elva kilometer och den tillhör asteroidgruppen Themis.